# کفر حایا
کفر حایا (به عربی: کفر حایا) یک روستا در سوریه است که در ناحیه احسم واقع شده‌است. کفر حایا ۹۱۶ نفر جمعیت دارد.